# Thủ tướng Singapore
Thủ tướng Singapore là người đứng đầu chính phủ của Singapore. Thủ tướng do tổng thống bổ nhiệm theo tư vấn và chuẩn thuận của Nội các Singapore. Thủ tướng đương nhiệm là Hoàng Tuần Tài, nhậm chức vào ngày 15 tháng 5 năm 2024.
Theo hệ thống Westminster, thủ tướng giữ chức vụ trong thời gian duy trì sự tín nhiệm của Quốc hội và thường là nghị sĩ Quốc hội lãnh đạo đảng lớn nhất hoặc liên minh các đảng.

## Lịch sử
Chức vụ thủ tướng kế thừa chức vụ thủ hiến vào năm 1959 sau khi Singapore được Anh trao quyền tự trị. Lý Quang Diệu là thủ tướng đầu tiên, tuyên thệ nhậm chức vào ngày 5 tháng 6 năm 1959.
Sau khi Singapore sáp nhập với Liên bang Mã Lai, Thuộc địa vương thất Sarawak và Thuộc địa vương thất Bắc Borneo để thành lập Malaysia vào năm 1963, chức vụ thủ tướng Singapore tiếp tục tồn tại mặc dù thủ tướng Malaysia là người đứng đầu chính phủ của Malaysia.
Sau khi Singapore trở thành nước độc lập vào năm 1965, chức vụ thủ tướng được giữ nguyên và chức vụ tổng thống Singapore được thiết lập với vai trò là nguyên thủ quốc gia mang tính nghi lễ. Năm 1991, Quốc hội thông qua sửa đổi hiến pháp tăng cường quyền hạn của tổng thống. Tuy nhiên, Nội các thực hiện "quyền chỉ đạo và kiểm soát chung đối với chính phủ" và tổng thống gần như luôn phải hành động theo đề nghị của Nội các hoặc bộ trưởng được Nội các ủy quyền, nên trên thực tế thủ tướng và Nội các điều hành chính phủ.
Thủ tướng có quyền chỉ định một bộ trưởng Nội các giữ quyền thủ tướng trong trường hợp thủ tướng mắc bệnh, ở nước ngoài hoặc được nghỉ phép với sự đồng ý của tổng thống. Phó thủ tướng hoặc bộ trưởng cấp cao thường sẽ giữ quyền thủ tướng.

## Nhiệm vụ và quyền hạn
Hiến pháp Singapore quy định tổng thống thực hiện quyền hành pháp theo đề nghị của Nội các hoặc một bộ trưởng được Nội các ủy quyền. Trên thực tế, thủ tướng, với tư cách là người đứng đầu Nội các, thực hiện hầu hết công việc điều hành chính phủ.
Theo thông lệ, thủ tướng đề cử chủ tịch Quốc hội và lãnh đạo nghị trường và chỉ đạo chủ tịch Quốc hội và lãnh đạo nghị trường sắp xếp, thực hiện chương trình nghị sự của chính phủ sắp xếp công việc của chính phủ.
Thủ tướng đề nghị tổng thống bổ nhiệm, miễn nhiệm những bộ trưởng khác trong số nghị sĩ Quốc hội. Thủ tướng cũng đề nghị tổng thống bổ nhiệm thư ký thường trực của mỗi bộ, tổng chương lý và phó tổng chưởng lý.
Thủ tướng có quyền đề nghị tổng thống tuyên bố tình trạng khẩn cấp.
Thủ tướng có quyền ban hành biện pháp quốc phòng, an ninh và quyền quản lý Lực lượng vũ trang Singapore thông qua Hội đồng Lực lượng Vũ trang. Hội đồng Lực lượng Vũ trang gồm bộ trưởng Bộ Quốc phòng, thư ký thường trực Bộ Quốc phòng, tư lệnh Lực lượng Quốc phòng, tư lệnh Lục quân, tư lệnh Không quân và tư lệnh Hải quân. Thành viên Hội đồng Lực lượng Vũ trang do tổng thống bổ nhiệm, miễn nhiệm theo đề nghị của thủ tướng.

## Đặc quyền

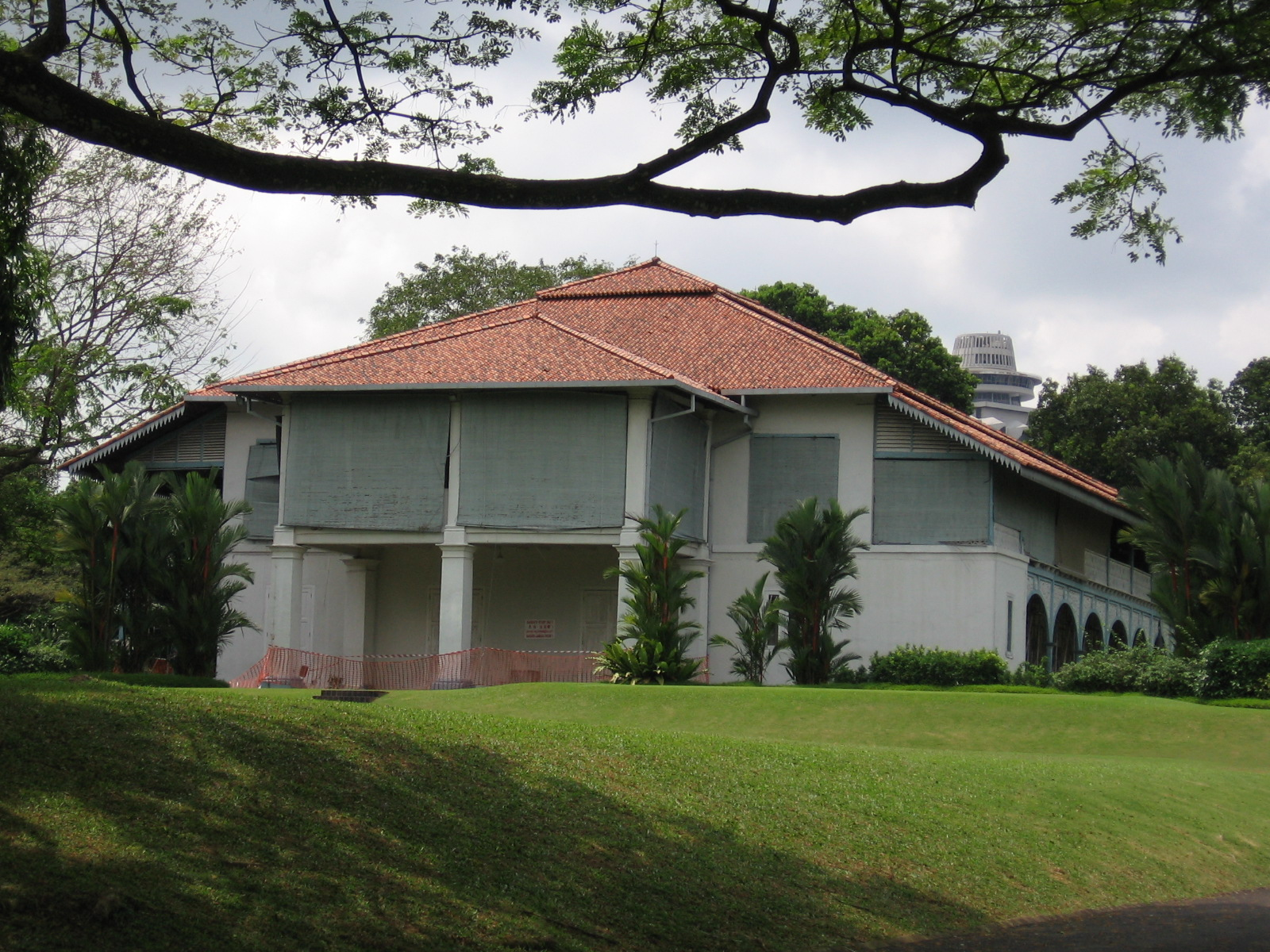
Sri Temasek là nơi ở chính thức của thủ tướng

Sri Temasek là nơi ở chính thức của thủ tướng, nhưng chưa có thủ tướng nào sống ở đó. The Istana là nơi làm việc chính thức của thủ tướng cho đến năm 2024, khi thủ tướng chuyển văn phòng đến Sri Temasek trong thời gian The Istana được trùng tu.
Bộ Tư lệnh An ninh Chuyên biệt của Lực lượng Cảnh sát Singapore thực hiện chế độ cảnh vệ của thủ tướng, tổng thống, bộ trưởng Nội các và khách quốc tế.
Năm 2012, mức lương của thủ tướng là 2.2 triệu đô la Singapore, giảm 36% so với mức lương năm 2011 sau khi chính phủ xem xét lại mức lương hàng năm của thủ tướng, tổng thống, bộ trưởng, nghị sĩ Quốc hội và những chức danh khác. Tuy nhiên, thủ tướng Singapore là lãnh đạo chính trị được trả lương cao nhất thế giới.

## Danh sách thủ tướng Singapore
| No. | Hình                                             | Họ tên (Năm sinh – Năm mất) Đơn vị bầu cử                                                                                         | Bầu cử             | Nhiệm kỳ             | Nhiệm kỳ             | Nhiệm kỳ              | Đảng                    | Nội các                              | Nguyên thủ quốc gia                                                       |
| No. | Hình                                             | Họ tên (Năm sinh – Năm mất) Đơn vị bầu cử                                                                                         | Bầu cử             | Nhậm chức            | Mãn nhiệm            | Thời gian giữ chức vụ | Đảng                    | Nội các                              | Nguyên thủ quốc gia                                                       |
| --- | ------------------------------------------------ | --- | ------------------ | -------------------- | -------------------- | --------------------- | ----------------------- | ------------------------------------ | ------------------------------------------------------------------------- |
| 1   |                                                  | Lý Quang Diệu (1923–2015) Nghị sĩ đại diện Tanjong Pagar SMC (1955–1991) Nghị sĩ đại diện Tanjong Pagar GRC (1991–2015)           | 1959               | 5 tháng 6 năm 1959   | 28 tháng 11 năm 1990 | 31 năm, 176 ngày      | Đảng Hành động Nhân dân | Lý Quang Diệu I                      | Elizabeth II Quân chủ Vương quốc Liên hiệp Anh và Bắc Ireland (1959–1963) |
| 1   | Putra của Perlis Quốc vương Malaysia (1963–1965) | Lý Quang Diệu (1923–2015) Nghị sĩ đại diện Tanjong Pagar SMC (1955–1991) Nghị sĩ đại diện Tanjong Pagar GRC (1991–2015)           | 1959               | 5 tháng 6 năm 1959   | 28 tháng 11 năm 1990 | 31 năm, 176 ngày      | Đảng Hành động Nhân dân | Lý Quang Diệu I                      |                                                                           |
| 1   | 1963                                             | Lý Quang Diệu (1923–2015) Nghị sĩ đại diện Tanjong Pagar SMC (1955–1991) Nghị sĩ đại diện Tanjong Pagar GRC (1991–2015)           | Lý Quang Diệu II   | 5 tháng 6 năm 1959   | 28 tháng 11 năm 1990 | 31 năm, 176 ngày      | Đảng Hành động Nhân dân |                                      |                                                                           |
| 1   | 1963                                             | Lý Quang Diệu (1923–2015) Nghị sĩ đại diện Tanjong Pagar SMC (1955–1991) Nghị sĩ đại diện Tanjong Pagar GRC (1991–2015)           | Lý Quang Diệu II   | 5 tháng 6 năm 1959   | 28 tháng 11 năm 1990 | 31 năm, 176 ngày      | Đảng Hành động Nhân dân | Yusof Ishak (1965–1970)              |                                                                           |
| 1   | 1968                                             | Lý Quang Diệu (1923–2015) Nghị sĩ đại diện Tanjong Pagar SMC (1955–1991) Nghị sĩ đại diện Tanjong Pagar GRC (1991–2015)           | Lý Quang Diệu III  | 5 tháng 6 năm 1959   | 28 tháng 11 năm 1990 | 31 năm, 176 ngày      | Đảng Hành động Nhân dân |                                      |                                                                           |
| 1   | 1968                                             | Lý Quang Diệu (1923–2015) Nghị sĩ đại diện Tanjong Pagar SMC (1955–1991) Nghị sĩ đại diện Tanjong Pagar GRC (1991–2015)           | Lý Quang Diệu III  | 5 tháng 6 năm 1959   | 28 tháng 11 năm 1990 | 31 năm, 176 ngày      | Đảng Hành động Nhân dân | Benjamin Sheares (1971–1981)         |                                                                           |
| 1   | 1972                                             | Lý Quang Diệu (1923–2015) Nghị sĩ đại diện Tanjong Pagar SMC (1955–1991) Nghị sĩ đại diện Tanjong Pagar GRC (1991–2015)           | Lý Quang Diệu IV   | 5 tháng 6 năm 1959   | 28 tháng 11 năm 1990 | 31 năm, 176 ngày      | Đảng Hành động Nhân dân |                                      |                                                                           |
| 1   | 1976                                             | Lý Quang Diệu (1923–2015) Nghị sĩ đại diện Tanjong Pagar SMC (1955–1991) Nghị sĩ đại diện Tanjong Pagar GRC (1991–2015)           | Lý Quang Diệu V    | 5 tháng 6 năm 1959   | 28 tháng 11 năm 1990 | 31 năm, 176 ngày      | Đảng Hành động Nhân dân |                                      |                                                                           |
| 1   | 1980                                             | Lý Quang Diệu (1923–2015) Nghị sĩ đại diện Tanjong Pagar SMC (1955–1991) Nghị sĩ đại diện Tanjong Pagar GRC (1991–2015)           | Lý Quang Diệu VI   | 5 tháng 6 năm 1959   | 28 tháng 11 năm 1990 | 31 năm, 176 ngày      | Đảng Hành động Nhân dân |                                      |                                                                           |
| 1   | 1980                                             | Lý Quang Diệu (1923–2015) Nghị sĩ đại diện Tanjong Pagar SMC (1955–1991) Nghị sĩ đại diện Tanjong Pagar GRC (1991–2015)           | Lý Quang Diệu VI   | 5 tháng 6 năm 1959   | 28 tháng 11 năm 1990 | 31 năm, 176 ngày      | Đảng Hành động Nhân dân | Devan Nair (1981–1985)               |                                                                           |
| 1   | 1984                                             | Lý Quang Diệu (1923–2015) Nghị sĩ đại diện Tanjong Pagar SMC (1955–1991) Nghị sĩ đại diện Tanjong Pagar GRC (1991–2015)           | Lý Quang Diệu VII  | 5 tháng 6 năm 1959   | 28 tháng 11 năm 1990 | 31 năm, 176 ngày      | Đảng Hành động Nhân dân |                                      |                                                                           |
| 1   | 1984                                             | Lý Quang Diệu (1923–2015) Nghị sĩ đại diện Tanjong Pagar SMC (1955–1991) Nghị sĩ đại diện Tanjong Pagar GRC (1991–2015)           | Lý Quang Diệu VII  | 5 tháng 6 năm 1959   | 28 tháng 11 năm 1990 | 31 năm, 176 ngày      | Đảng Hành động Nhân dân | Hoàng Kim Huy (1985–1993)            |                                                                           |
| 1   | 1988                                             | Lý Quang Diệu (1923–2015) Nghị sĩ đại diện Tanjong Pagar SMC (1955–1991) Nghị sĩ đại diện Tanjong Pagar GRC (1991–2015)           | Lý Quang Diệu VIII | 5 tháng 6 năm 1959   | 28 tháng 11 năm 1990 | 31 năm, 176 ngày      | Đảng Hành động Nhân dân |                                      |                                                                           |
| 2   |                                                  | Ngô Tác Đống (sinh năm 1941) Nghị sĩ đại diện Marine Parade SMC (1976–1988) Nghị sĩ đại diện Marine Parade GRC (1988–2020)        | —                  | 28 tháng 11 năm 1990 | 12 tháng 8 năm 2004  | 13 năm, 258 ngày      | Đảng Hành động Nhân dân | Ngô Tác Đống I                       |                                                                           |
| 2   | 1991                                             | Ngô Tác Đống (sinh năm 1941) Nghị sĩ đại diện Marine Parade SMC (1976–1988) Nghị sĩ đại diện Marine Parade GRC (1988–2020)        | Ngô Tác Đống II    | 28 tháng 11 năm 1990 | 12 tháng 8 năm 2004  | 13 năm, 258 ngày      | Đảng Hành động Nhân dân |                                      |                                                                           |
| 2   | 1991                                             | Ngô Tác Đống (sinh năm 1941) Nghị sĩ đại diện Marine Parade SMC (1976–1988) Nghị sĩ đại diện Marine Parade GRC (1988–2020)        | Ngô Tác Đống II    | 28 tháng 11 năm 1990 | 12 tháng 8 năm 2004  | 13 năm, 258 ngày      | Đảng Hành động Nhân dân | Vương Đỉnh Xương (1993–1999)         |                                                                           |
| 2   | 1997                                             | Ngô Tác Đống (sinh năm 1941) Nghị sĩ đại diện Marine Parade SMC (1976–1988) Nghị sĩ đại diện Marine Parade GRC (1988–2020)        | Ngô Tác Đống III   | 28 tháng 11 năm 1990 | 12 tháng 8 năm 2004  | 13 năm, 258 ngày      | Đảng Hành động Nhân dân |                                      |                                                                           |
| 2   | 1997                                             | Ngô Tác Đống (sinh năm 1941) Nghị sĩ đại diện Marine Parade SMC (1976–1988) Nghị sĩ đại diện Marine Parade GRC (1988–2020)        | Ngô Tác Đống III   | 28 tháng 11 năm 1990 | 12 tháng 8 năm 2004  | 13 năm, 258 ngày      | Đảng Hành động Nhân dân | Sellapan Ramanathan (1999–2011)      |                                                                           |
| 2   | 2001                                             | Ngô Tác Đống (sinh năm 1941) Nghị sĩ đại diện Marine Parade SMC (1976–1988) Nghị sĩ đại diện Marine Parade GRC (1988–2020)        | Ngô Tác Đống IV    | 28 tháng 11 năm 1990 | 12 tháng 8 năm 2004  | 13 năm, 258 ngày      | Đảng Hành động Nhân dân |                                      |                                                                           |
| 3   |                                                  | Lý Hiển Long (sinh năm 1952) Nghị sĩ đại diện Teck Ghee SMC (1984–1991) Nghị sĩ đại diện Ang Mo Kio GRC (1991–hiện tại)           | —                  | 12 tháng 8 năm 2004  | 15 tháng 5 năm 2024  | 19 năm, 277 ngày      | Đảng Hành động Nhân dân | Lý Hiển Long I                       |                                                                           |
| 3   | 2006                                             | Lý Hiển Long (sinh năm 1952) Nghị sĩ đại diện Teck Ghee SMC (1984–1991) Nghị sĩ đại diện Ang Mo Kio GRC (1991–hiện tại)           | Lý Hiển Long II    | 12 tháng 8 năm 2004  | 15 tháng 5 năm 2024  | 19 năm, 277 ngày      | Đảng Hành động Nhân dân |                                      |                                                                           |
| 3   | 2011                                             | Lý Hiển Long (sinh năm 1952) Nghị sĩ đại diện Teck Ghee SMC (1984–1991) Nghị sĩ đại diện Ang Mo Kio GRC (1991–hiện tại)           | Lý Hiển Long III   | 12 tháng 8 năm 2004  | 15 tháng 5 năm 2024  | 19 năm, 277 ngày      | Đảng Hành động Nhân dân |                                      |                                                                           |
| 3   | 2011                                             | Lý Hiển Long (sinh năm 1952) Nghị sĩ đại diện Teck Ghee SMC (1984–1991) Nghị sĩ đại diện Ang Mo Kio GRC (1991–hiện tại)           | Lý Hiển Long III   | 12 tháng 8 năm 2004  | 15 tháng 5 năm 2024  | 19 năm, 277 ngày      | Đảng Hành động Nhân dân | Trần Khánh Viêm (2011–2017)          |                                                                           |
| 3   | 2015                                             | Lý Hiển Long (sinh năm 1952) Nghị sĩ đại diện Teck Ghee SMC (1984–1991) Nghị sĩ đại diện Ang Mo Kio GRC (1991–hiện tại)           | Lý Hiển Long IV    | 12 tháng 8 năm 2004  | 15 tháng 5 năm 2024  | 19 năm, 277 ngày      | Đảng Hành động Nhân dân |                                      |                                                                           |
| 3   | 2015                                             | Lý Hiển Long (sinh năm 1952) Nghị sĩ đại diện Teck Ghee SMC (1984–1991) Nghị sĩ đại diện Ang Mo Kio GRC (1991–hiện tại)           | Lý Hiển Long IV    | 12 tháng 8 năm 2004  | 15 tháng 5 năm 2024  | 19 năm, 277 ngày      | Đảng Hành động Nhân dân | Halimah Yacob (2017–2023)            |                                                                           |
| 3   | 2020                                             | Lý Hiển Long (sinh năm 1952) Nghị sĩ đại diện Teck Ghee SMC (1984–1991) Nghị sĩ đại diện Ang Mo Kio GRC (1991–hiện tại)           | Lý Hiển Long V     | 12 tháng 8 năm 2004  | 15 tháng 5 năm 2024  | 19 năm, 277 ngày      | Đảng Hành động Nhân dân |                                      |                                                                           |
| 3   | 2020                                             | Lý Hiển Long (sinh năm 1952) Nghị sĩ đại diện Teck Ghee SMC (1984–1991) Nghị sĩ đại diện Ang Mo Kio GRC (1991–hiện tại)           | Lý Hiển Long V     | 12 tháng 8 năm 2004  | 15 tháng 5 năm 2024  | 19 năm, 277 ngày      | Đảng Hành động Nhân dân | Tharman Shanmugaratnam (từ năm 2023) |                                                                           |
| 4   |                                                  | Hoàng Tuần Tài (sinh năm 1972) Nghị sĩ đại diện West Coast GRC (2011–2015) Nghị sĩ đại diện Marsiling–Yew Tee GRC (2015–hiện tại) | —                  | 15 tháng 5 năm 2024  | Đương nhiệm          | 344 ngày              | Đảng Hành động Nhân dân | Hoàng Tuần Tài                       |                                                                           |